# Akane Watanabe
Akane Watanabe (japanisch 渡邊 茜 Watanabe Akane; * 13. August 1991) ist eine japanische Hammerwerferin.

## Sportliche Laufbahn
Erste internationale Erfahrungen sammelte Akane Watanabe bei den Asienmeisterschaften 2015 in Wuhan, bei denen sie mit 59,39 m die Bronzemedaille gewann. Zwei Jahre später wurde sie bei den Asienmeisterschaften in Bhubaneswar mit 59,39 m Vierte, wie auch bei den Asienspielen 2018 in Jakarta mit 62,45 m. Bei den Asienmeisterschaften in Doha gewann sie mit einer Weite von 63,54 m die Bronzemedaille hinter den beiden Chinesinnen Wang Zheng und Luo Na.
2019, 2020 und 2021 wurde Watanabe japanische Meisterin im Hammerwurf. Sie ist Absolventin der Kyushu Kyoritsu University in Fukuoka. 2014 wurde sie mit dem Kitakyushu Citizen Award ausgezeichnet.